# Velké Hydčice
Velké Hydčice (německy Groß Hitschitz) jsou obec v okrese Klatovy v Plzeňském kraji. Leží na pravém břehu řeky Otavy necelé čtyři kilometry jihozápadně od Horažďovic. Žije zde 235 obyvatel.

## Historie
Velké Hydčice se nachází v oblasti osídlené už v době více než dva tisíce lete před naším letopočtem. První písemná zmínka o nich pochází z roku 1045, kdy vesnice patřila břevnovskému klášteru. Spolu s Velkými Hydčicemi patřila klášteru i ves Malé Hydčice, která se nachází na protějším břehu řeky Otavy.
Klášteru patřily až do roku 1420, pak se staly součástí panství hradu Rabí. Roku 1543 byly dědičně prodány a při prodeji rabského panství v roce 1549 byly ponechány u horažďovického panství.
V roce 1654 spadaly Hydčice do Prácheňského kraje. Podmínky pro hospodaření v důsledku třicetileté války byly velmi nepříznivé, mnoho hospodářů ze svých usedlostí zběhlo, a počet obyvatel se snížil. Koncem 17. a začátkem 18. století jsou zmínky, že obec Velké Hydčice patřila školou do Malého Boru. Zemřelí obce byli pochováváni na hřbitově kolem prácheňského kostela, na němž se pochovávali i zesnulí z obcí Boubín, Veřechov a Bojanovice.
Od roku 1854 Hydčice velké, Hydčice malé, v roce 1884 se obce přejmenovaly na Velké Hyčice a Malé Hyčice. A od roku 1924 nařízením zemské politické správy v Praze obec změnily název na Velké Hydčice a Malé Hydčice. Malé Hydčice v současnosti spadají pod obec Malý Bor.

## Přírodní poměry
Severovýchodně od vesnice se nachází přírodní rezervace Prácheň.

## Obyvatelstvo
| Rok            | 1869 | 1880 | 1890 | 1900 | 1910 | 1921 | 1930 | 1950 | 1961 | 1970 | 1980 | 1991 | 2001 | 2011 | 2021 |
| -------------- | ---- | ---- | ---- | ---- | ---- | ---- | ---- | ---- | ---- | ---- | ---- | ---- | ---- | ---- | ---- |
| Počet obyvatel | 190  | 194  | 266  | 305  | 385  | 352  | 316  | 235  | 343  | 304  | 280  | 242  | 229  | 237  | 244  |
| Počet domů     | 24   | 30   | 37   | 42   | 47   | 47   | 53   | 58   | 65   | 65   | 62   | 73   | 73   | 74   | 79   |

## Obecní správa
V roce 1869 Velké Hydčice byly jako osada obce k Hejné v okrese Strakonice. Od roku 1880 je obcí v okrese Strakonice (1880–1930), poté v okrese Horažďovice (1950) a později v okrese Klatovy.

### Obecní symboly
Znak a vlajka byly obci uděleny rozhodnutím předsedy Poslanecké sněmovny Parlamentu České republiky dne 29. května 2007.

## Doprava
Obcí prochází silnice mezi obcí Hejná a městem Horažďovice, ve vsi je autobusová zastávka, ale v roce 2018 v ní nezastavovaly žádné spoje. V jihozápadní části vesnice stojí železniční nádraží Velké Hydčice, jímž vede železniční trať Horažďovice předměstí – Domažlice. Do Malých Hydčic se lze dostat po lávce přes řeku Otavu.

## Pamětihodnosti
- Zřícenina hradu Prácheň
- Kostel svatého Klimenta
- Kaplička svatého Jana Nepomuckého na návsi
- Brejchovský vodní mlýn
- Rosenauerův dub, památný strom
- Štola Velké Hydčice (od roku 2010 nepřístupná)
- Obcí vede naučná stezka Velké Hydčice – Hejná – Nezamyslice, zelený horažďovický okruh pro pěší a Otavská cyklostezka

## Galerie

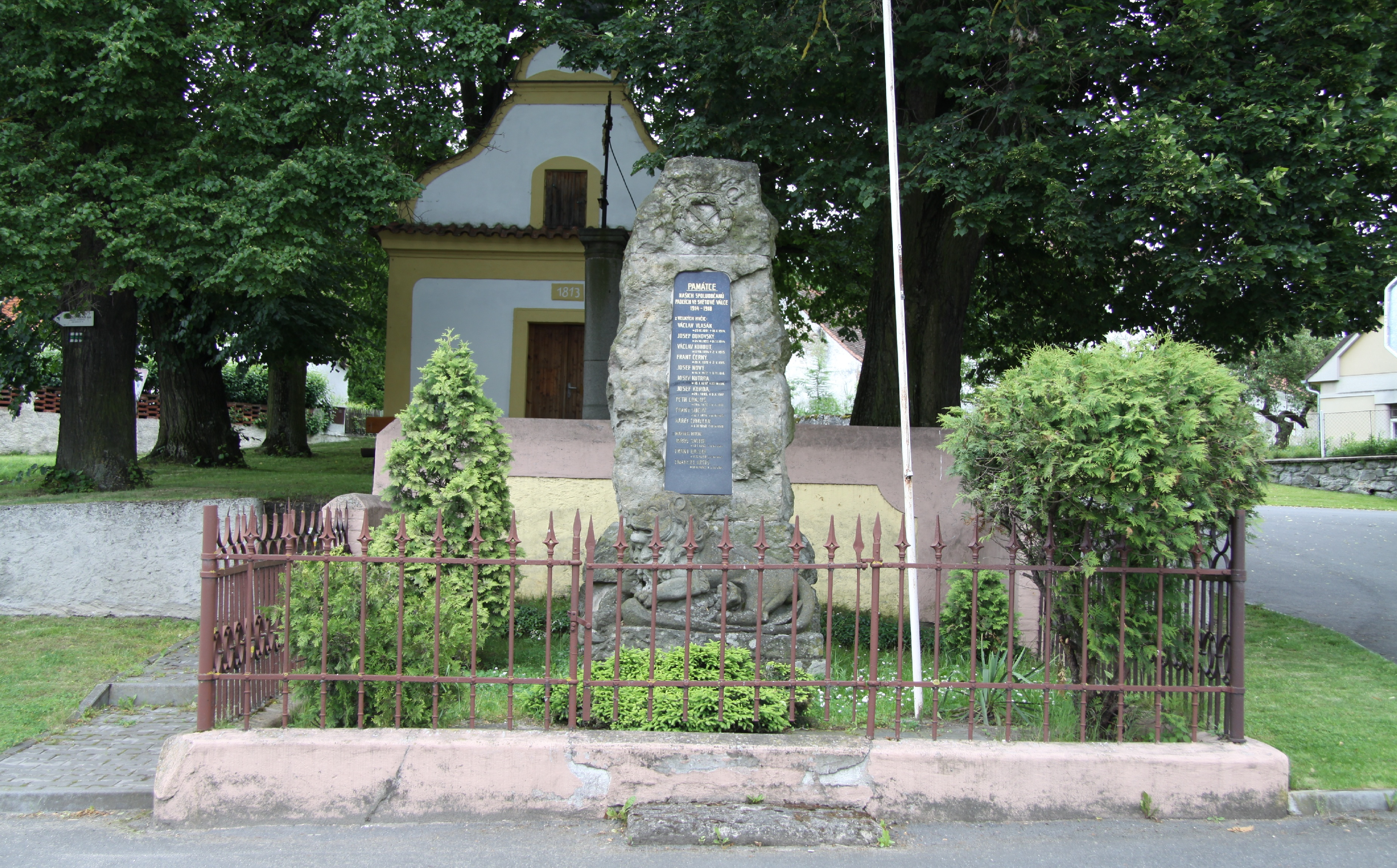
Pomník obětem první světové války
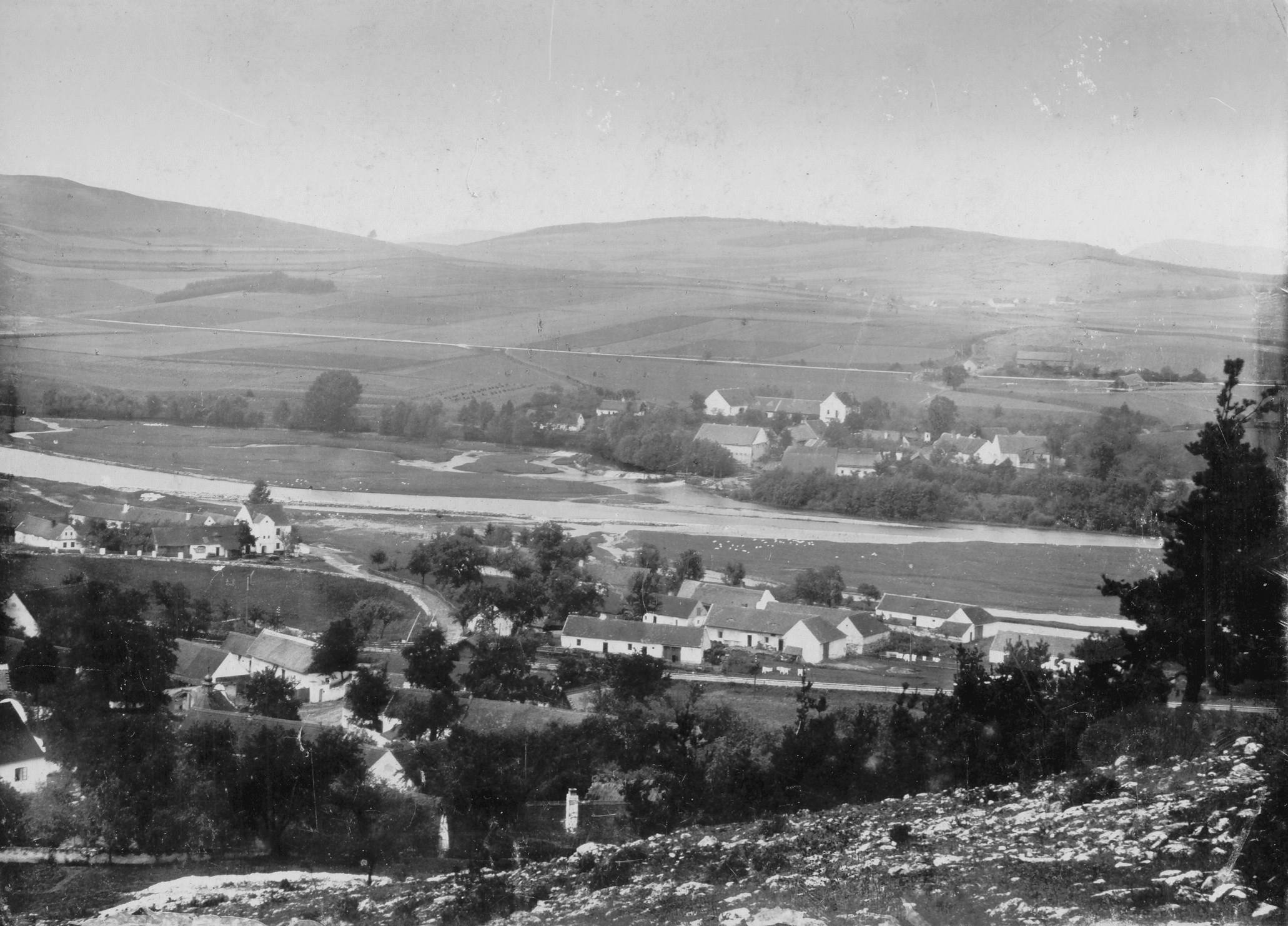
Velké Hydčice (v popředí) a Malé Hydčice na historické fotografii (1895)
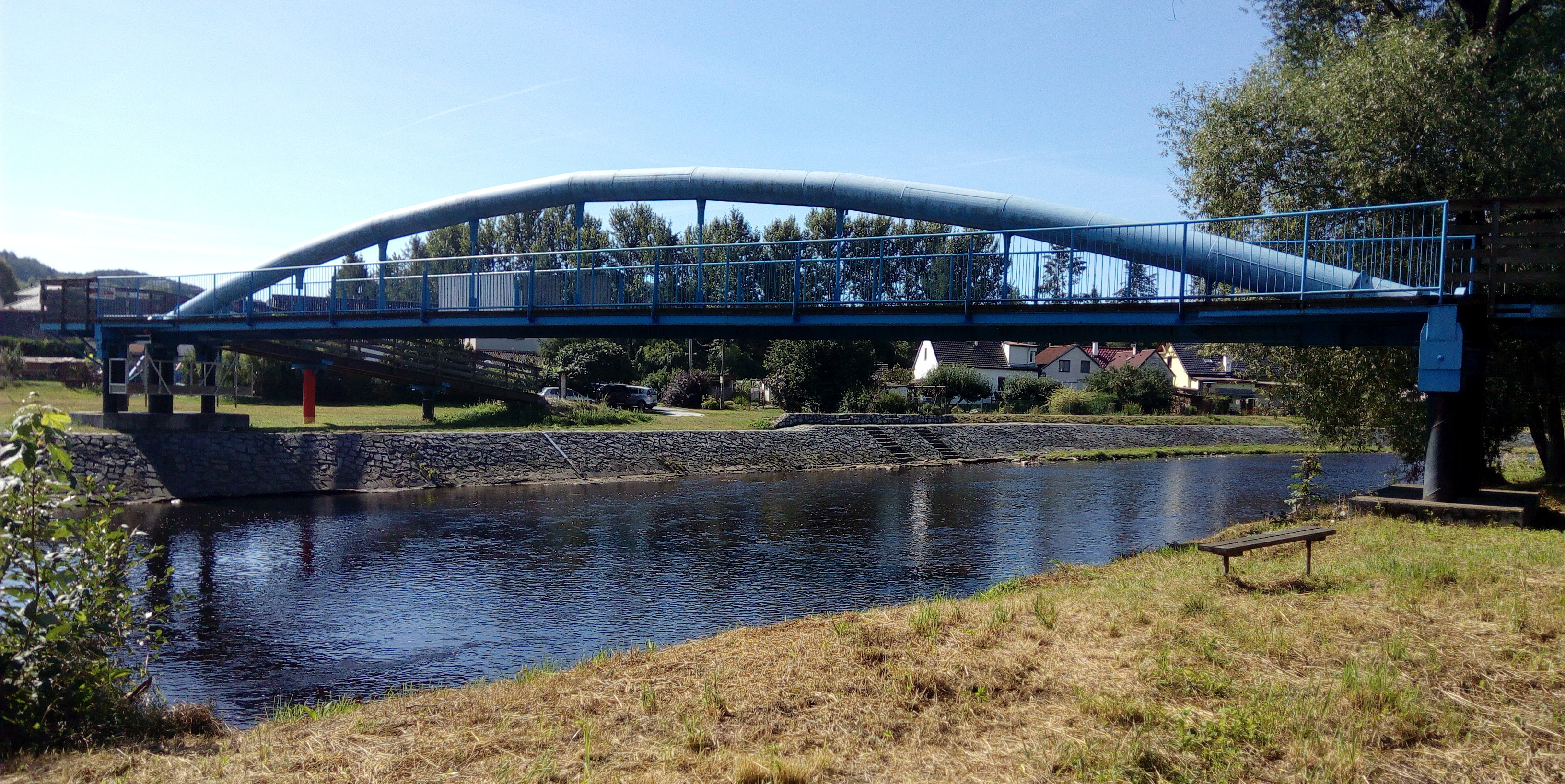
Lávka přes Otavu
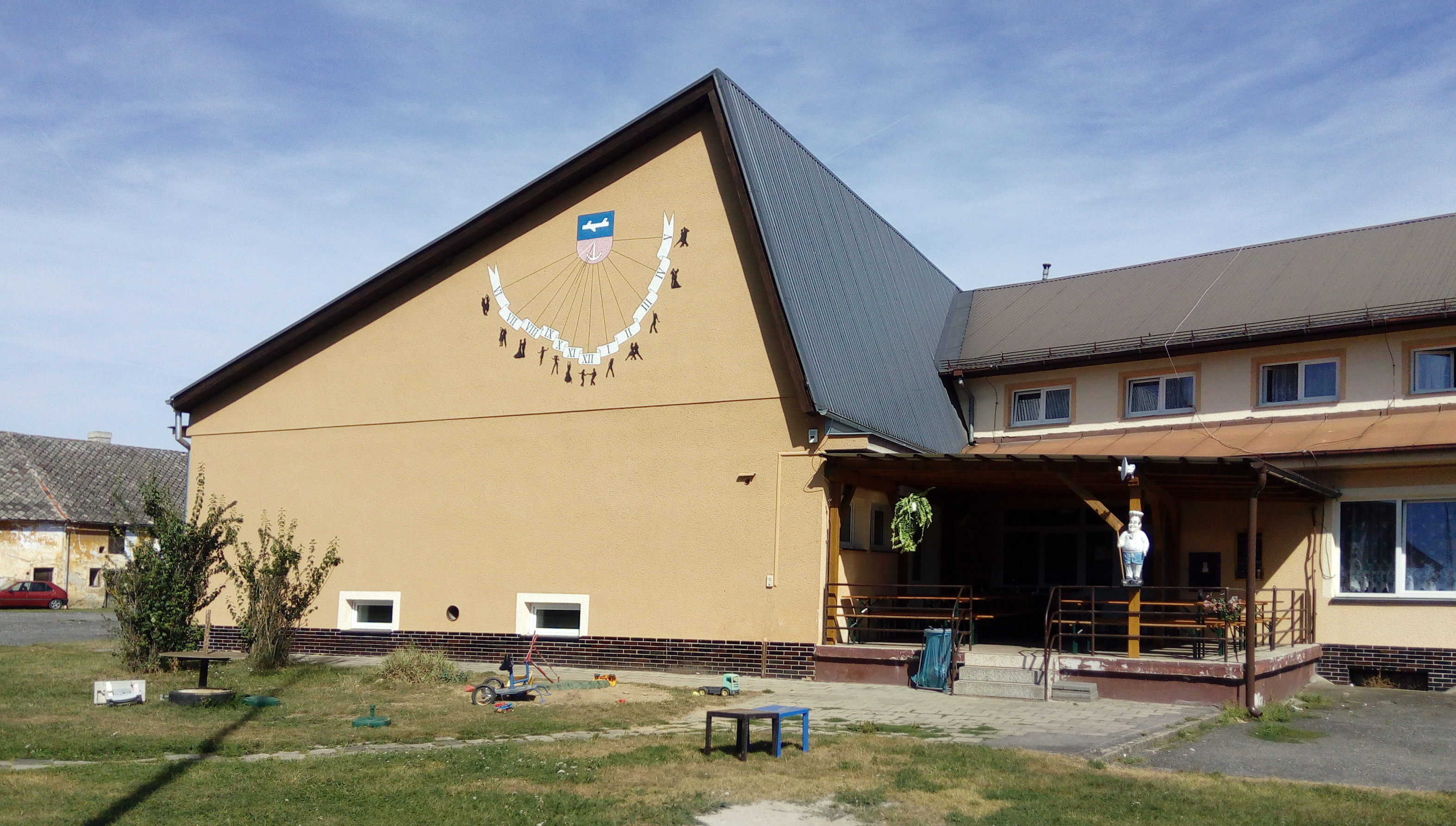
Čp. 77 se slunečními hodinami
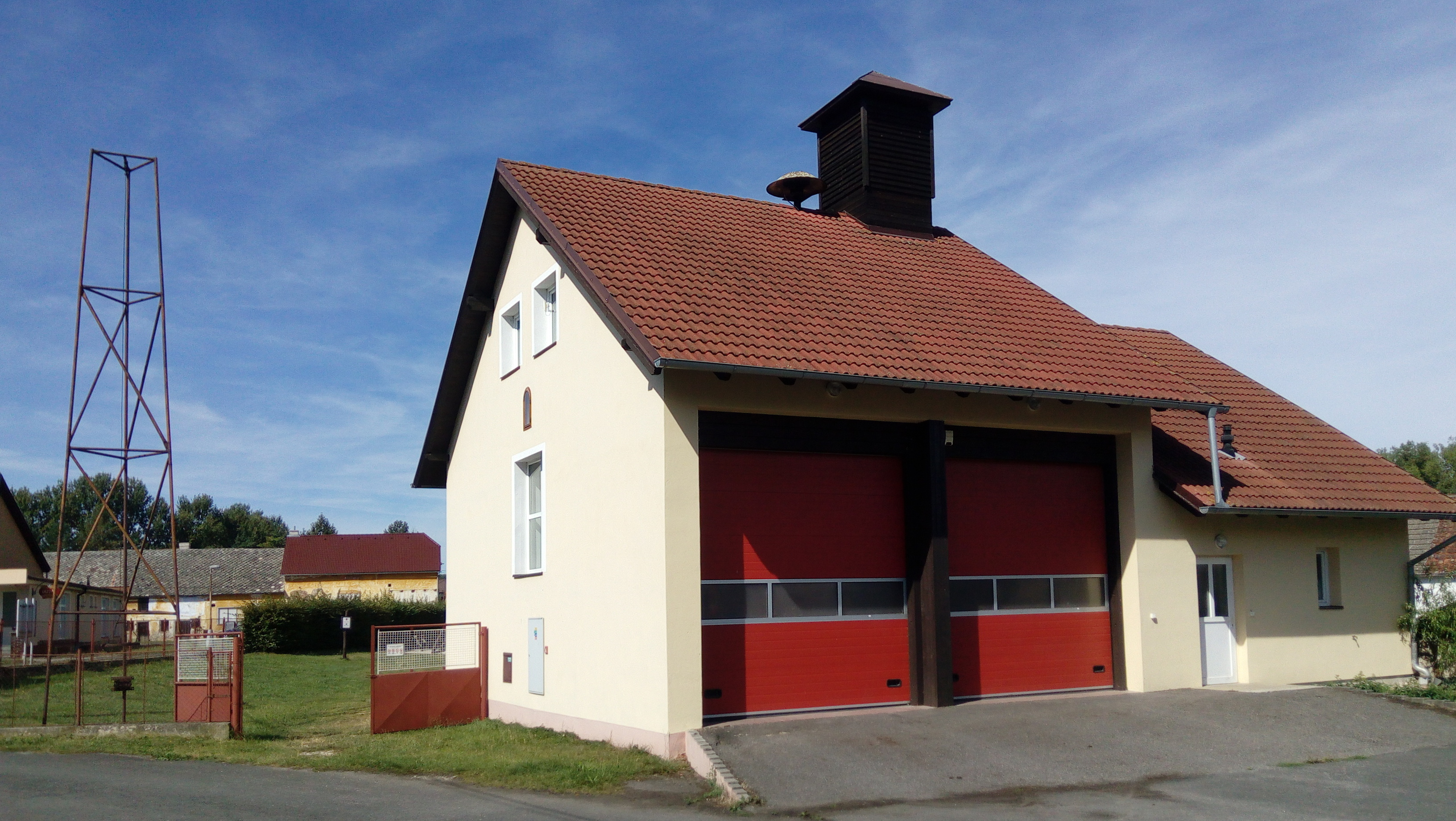
Hasičská zbrojnice
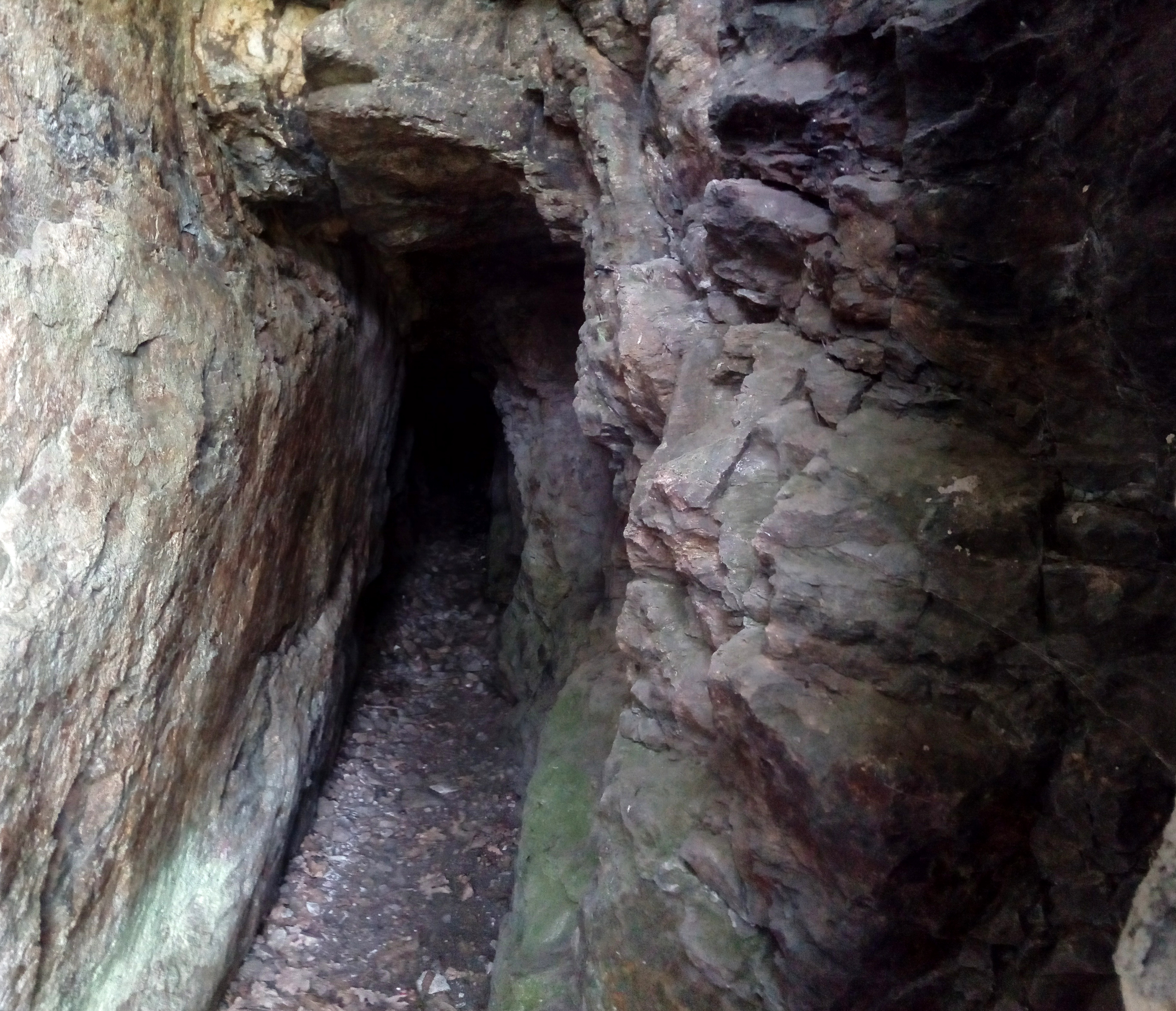
Štola Velké Hydčice
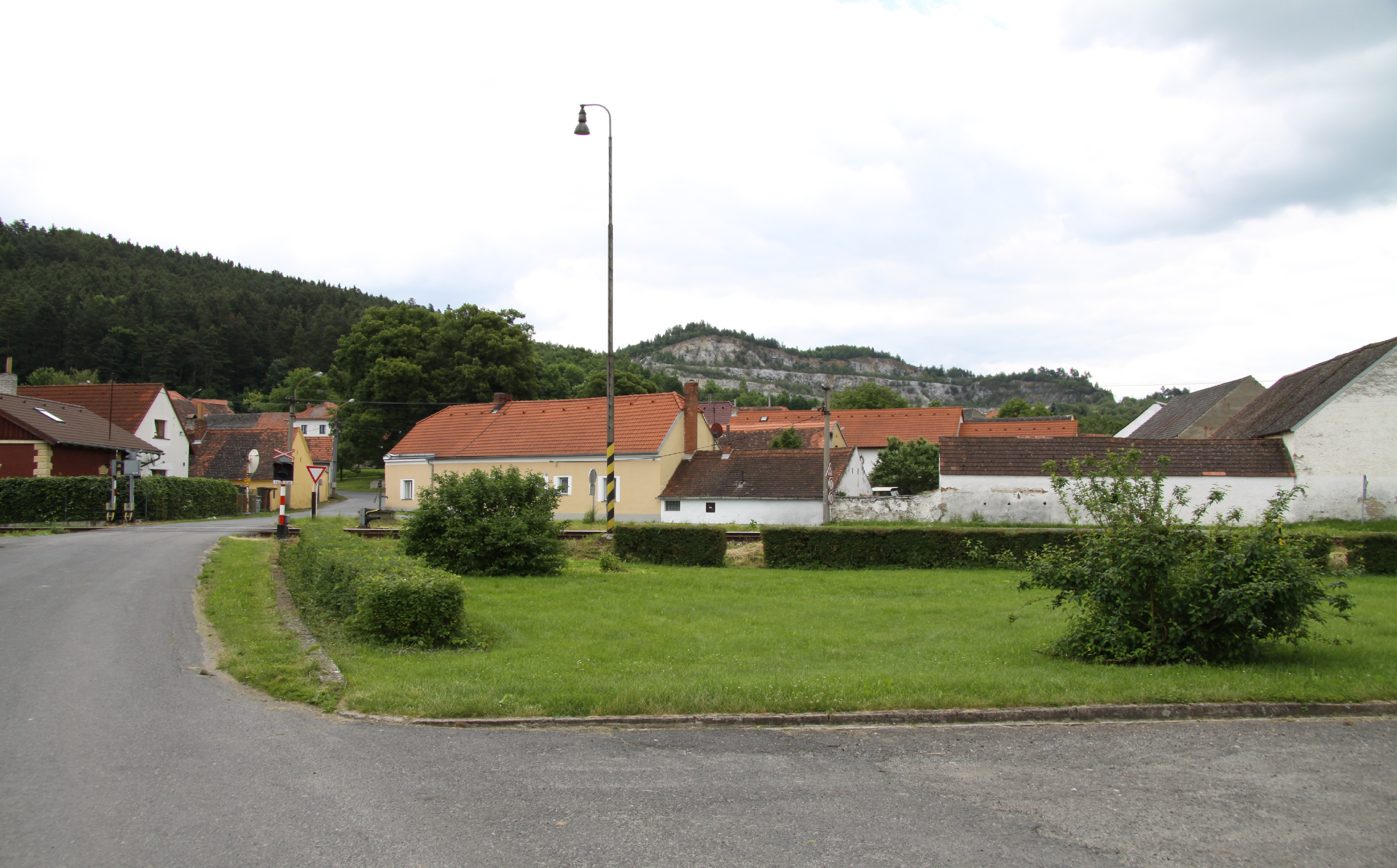
Železniční přejezd
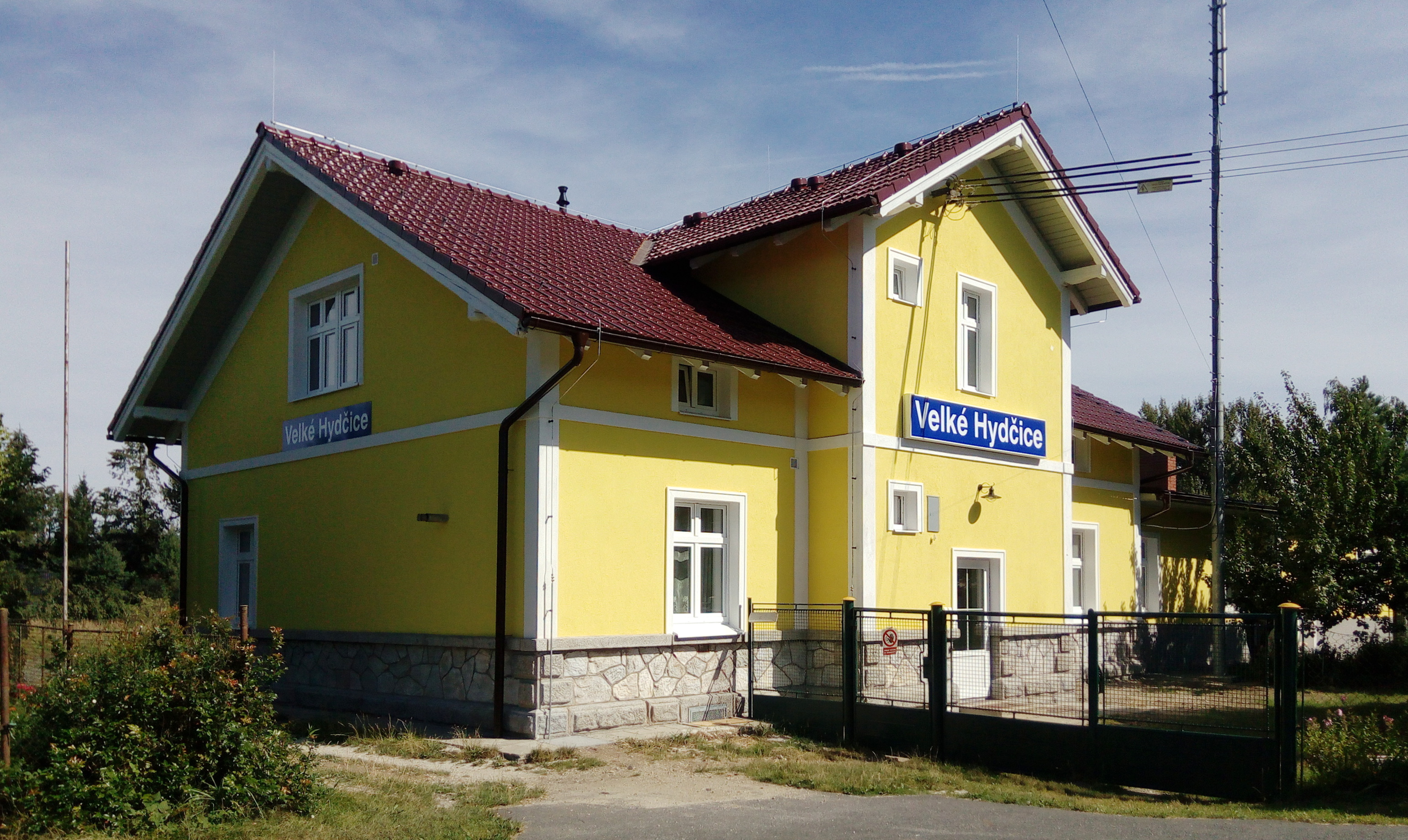
Vlaková stanice